# 675 هـ
675 هـ هي سنة في التقويم الهجري امتدت مُقابلةً في التقويم الميلادي بين سنتي 1276 و1277.

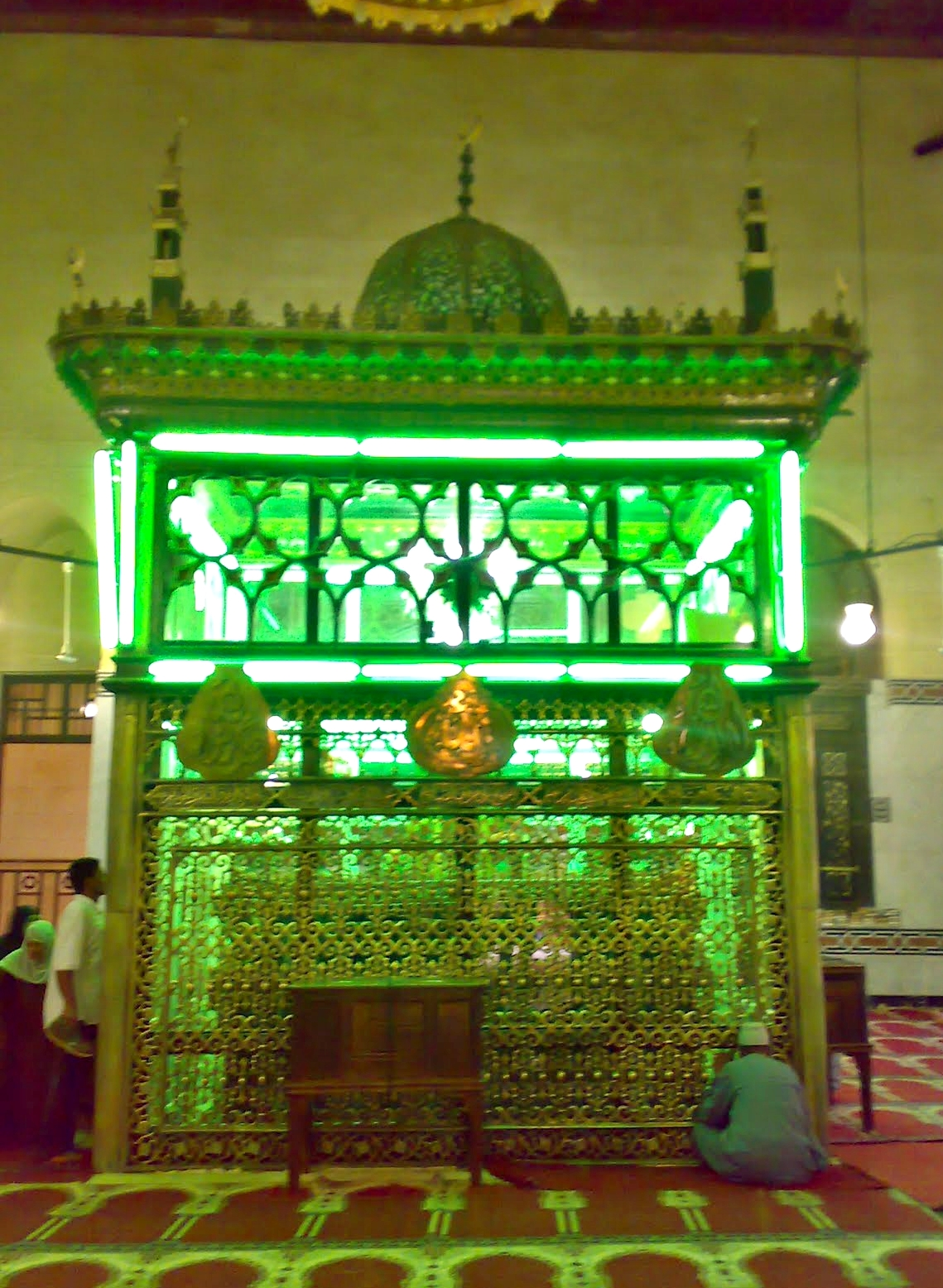
ضريح أحمد البدوي

## مواليد
- صفي الدين الحلي

## وفيات
- أبو عبد الله محمد المستنصر
- أحمد البدوي
- شمس الدين الكوفي
- شهاب الدين التلعفري
- نجم الدين الكاتبي القزويني
- علاء الدين الجويني
- محيي الدين بن قرناص

- شمس الدين الحارثي